# Санабрия, Лукас (уругвайский футболист)
Лукас Агустин Санабрия Маголе (исп. Lucas Agustín Sanabria Magolé; род. 26 декабря 2003, Флорида, Уругвай) — уругвайский футболист, полузащитник клуба «Лос-Анджелес Гэлакси».

## Клубная карьера
Санабрия — воспитанник клуба «Насьональ». 17 февраля 2024 года в матче против столичного «Ривер Плейта» он дебютировал в уругвайской Примере. 21 февраля в поединке Кубка Либертадорес венесуэльским «Академия Пуэрто-Кабельо» Лукас забил свой первый гол за «Насьональ».
8 февраля 2025 года Санабрия перешёл в американский «Лос-Анджелес Гэлакси», подписав пятилетний контракт. Сумма трансфера составила 5 млн долларов, при этом «Насьональ» может получить ещё 1,8 млн долларов в случае выполнения определённых условий, а также комиссию в 20 % от суммы следующего трансфера. В MLS он дебютировал 23 февраля в матче стартового тура сезона 2025 против «Сан-Диего».

## Международная карьера
В октябре 2024 года Санабрия был вызван в сборную Уругвая главным тренером Марсело Бьелсой перед отборочными матчами чемпионата мира 2026 против сборных Перу и Эквадора.

## Личная информация
Старший брат Лукаса — Хуан Мануэль, также футболист.